# Vulcanul Noroios Lökbatan
Vulcanul Noroios Lökbatan (în azeră Lökbatan palçıq vulkanı), cunoscut și sub numele de Lok-Batan Mud Cone, este un vulcan de noroi situat în Peninsula Absheron lângă așezarea Lökbatan din raionul Qaradağ din Baku, Azerbaidjan. Vulcanul de noroi a erupt în 1977 și din nou pe 10 octombrie 2001, când a produs flăcări înalte de zeci de metri. Din 1998 zona a fost depusă la UNESCO ca Patrimoniului Mondial.